# Makli
Makli Hill és una plana al nord-oest de Thatta al Sind (Pakistan). Fou la necròpolis de les dinasties del Sind dels sammes, arghuns i tarkhans. La tomba més antiga és d'una germana de Fath Khan (1492). El mausoleu de Jam Nizam al-Din Nindo (1509) és la més destacada de les tombes dels rajputs sammes. La tomba del sultà Ibrahim (1558) fill d'Isa Khan Tarkhan I és octagonal i té a l'interior un cenotafi datat del 1545 i a l'exterior el d'Amir Sultan Muhammad. La tomba d'Isa Khan Tarkhan I (1565) i cinc membres de la seva família es troba al centre d'un pati rodejat de murs. Mirza Djani Beg, el darrer Tarkhan, va morir durant la seva submissió a la cort d'Akbar però va ser portat a enterrar a Makli. La tomba de Djahan Baba (1608) i altres a partir de 1557 són de construcció més simple. El mausoleu d'Isa Khan Tarkhan II (1644) i la tomba de Diwan Shurfa Khan (1638) són també de destacar.